# Rutiderma tridens
Rutiderma tridens is een mosselkreeftjessoort uit de familie van de Rutidermatidae. De wetenschappelijke naam van de soort is voor het eerst geldig gepubliceerd in 1978 door Kornicker & Caraion.